# European Aviation Group
European Aviation Group (EAG), o più semplicemente European Aviation, è un gruppo di società che opera nel settore aeronautico con sede a Ledbury, nel Regno Unito.

## Storia
European Aviation è un gruppo di 5 società che fornisce interni di aeromobili, manutenzione, fornitura di pezzi di ricambio e operazioni di vendita e leasing con basi nel Regno Unito e negli Stati Uniti. Il gruppo acquista aeromobili e li converte in configurazione executive, VIP o cargo.
Nel 2017, la compagnia ha acquisito 16 Airbus A340 resi disponibili per la vendita o il noleggio ad altre compagnie.
Nel 2020, EAG ha acquisito altri Airbus A340-600 da Virgin Atlantic. Nello stesso anno, ha effettuato oltre 60 voli a lungo raggio operati dalla maltese Maleth-Aero trasportando dispositivi di protezione individuale nel Regno Unito durante la pandemia di COVID-19.

## Flotta
A giugno 2023, European Aviation Group opera tramite la controllata European Cargo con i seguenti aerei: